# Service d'informations et de relations publiques des armées
Pour les articles homonymes, voir Sirpa.
Le Service d'informations et de relations publiques des armées (abrégé en SIRPA) est le service de communication des armées françaises.
Sa mission est de faire l'interface entre les armées et les différents médias. Le SIRPA a aussi la charge d'organiser toute la communication des armées sous l'égide de la DICoD.
Le SIRPA se décline en autant d'entités qu'il y a de composantes dans l'armée :
- SIRPA Terre,
- SIRPA Marine,
- SIRPA Air et espace,
- SIRPA Gendarmerie.

Les différents SIRPA sont aussi chargés de la publication des différents magazines militaires (Terremag, Cols bleus et Air actualités). 

## Historique
En 1915, les Sections Photographiques et Cinématographiques des Armées (SPCA) sont créées pour documenter la Première Guerre Mondiale. Elles sont regroupées en 1917. La SPCA est dissoute en 1919.
En 1939, le Service Cinématographique des Armées (SCA) est créé et il y a un regroupement des Sections photos et cinéma Terre, Air, Mer au sein du Service Cinématographique des Armées (SCA). 
En 1946 le SCA devient interarmées et s’installe au fort d’Ivry dans le Val-de-Marne.
En 1969, le SCA devenu Établissement Cinématographique et Photographique des Armées (ECPA) est rattaché au Service d’Information et de Relations Publiques des Armées (SIRPA).
En 1998, le SIRPA devient la Délégation à l’Information et la Communication de la Défense. 
En 2001, le décret du 21 avril 2001 crée l'Établissement de communication et de production audiovisuelle de la Défense (ECPAD), établissement public à caractère administratif sous tutelle du ministère de la Défense (DICoD), avec un conseil d’administration, un directeur et un agent comptable.